# Allagelena
Allagelena es un género de arañas araneomorfas pertenecientes a la familia Agelenidae. Se encuentra en Indomalasia.

## Especies
Según The World Spider Catalog 12.0:
- Allagelena bistriata (Grube, 1861)
- Allagelena difficilis (Fox, 1936)
- Allagelena donggukensis (Kim, 1996)
- Allagelena gracilens (C. L. Koch, 1841)
- Allagelena monticola Chami-Kranon, Likhitrakarn & Dankittipakul, 2007
- Allagelena opulenta (L. Koch, 1878)